# ヨハン・アンドレアス・ナウマン
ヨハン・アンドレアス・ナウマン（Johann Andreas Naumann、1744年 - 1826年）はドイツの博物学者。
息子のヨハン・フリードリヒ・ナウマンは鳥類学者で、その弟ゲオルク・アマデウス・カール・フリードリヒ・ナウマンは地質学者。